# Khounsombath Phommaxay
Khounsombath Phommaxay (* 8. Januar 1988 in Khammouane) ist ein laotischer Fußballspieler.

## Karriere

### Verein
Khounsombath Phommaxay stand bis 2014 beim Lao Police FC unter Vertrag. Der Verein aus der laotischen Hauptstadt Vientiane spielte in der ersten Liga, der Lao Premier League. 2015 wechselte er zum Eastern Star FC. Hier stand er bis Ende 2016 unter Vertrag. 2017 kehrte er zur Lao Police zurück. 2017 und 2018 wurde er mit dem Verein Vizemeister. Seit 2020 spielt er für den ebenfalls in der ersten Liga spielenden Master 7 FC.

### Nationalmannschaft
Khounsombath Phommaxay spielt seit 2017 für die Nationalmannschaft von Laos. Bisher bestritt er neun Länderspiele.

## Erfolge
Lao Police FC
- Lao Premier League

Vizemeister: 2017, 2018